# Venostes
|  | No s'ha de confondre amb Vènnons. |

Els venostes (en llatí: Venostes) van ser un poble que era probablement una branca dels vènnons de Rècia. El seu nom consta al Trofeu dels Alps aixecat per August, i Plini el vell en parla. A l'edat mitjana el territori es deia Venusta Vallis.